# Pour l'amour d'un garçon
Pour les articles homonymes, voir Pour l'amour d'un garçon.
Albums de Hélène Rollès
Ce train qui s'en va
(1989) Je m'appelle Hélène
(1993)
Singles
1. Pour l'amour d'un garçon
Sortie : Octobre 1992
2. Peut être qu'en septembre
Sortie : Mars 1993

Pour l'amour d'un garçon est le second album studio de la chanteuse Hélène Rollès. Il est sorti en novembre 1992 chez AB Disques/BMG.

## Historique
Cet opus rencontre un grand succès. Il s'écoule à 700 000 exemplaires notamment grâce aux tubes Pour l'amour d'un garçon (classé n°4 au Top 50) et Peut être qu'en septembre (classé n° 11),.
La chanson Trop de souvenirs devait paraître en 3e single en 1993 mais sa sortie fut annulée.
Pour l'amour d'un garçon est également le générique de la sitcom Hélène et les Garçons dont Hélène Rollès fut l'héroïne sur TF1.

## Liste des chansons
1. Pour l'amour d'un garçon
2. Peut être qu'en septembre
3. Monsieur Kennedy
4. A quoi bon
5. Je suis venue à Paris
6. La route de San Francisco
7. La guitare et la rose
8. Pense à moi
9. La première fois
10. Trop de souvenirs

## Singles
- Octobre 1992 : Pour l'amour d'un garçon
- Mars 1993 : Peut être qu'en septembre

## Crédits
- Paroles : Jean-François Porry
- Musiques : Jean-François Porry / Gérard Salesses

## Classements
| Pays   | Meilleure position |
| ------ | ------------------ |
| France | 7                  |